# سيارة نيسان زد
نيسان زد هي سلسلة من السيارات الرياضية من صناعة نيسان موتورز بيعت أول سيارة منها في أكتوبر 1969م في اليابان باسم نيسان فيرليدي زد.